# Yangsi Rinpoché
Yangsi Rinpoché aussi appelé Yangtsé Rinpoché (Katmandou, 22 avril 1968), est un lama tibétain de l'école gelugpa du bouddhisme tibétain. 

## Biographie

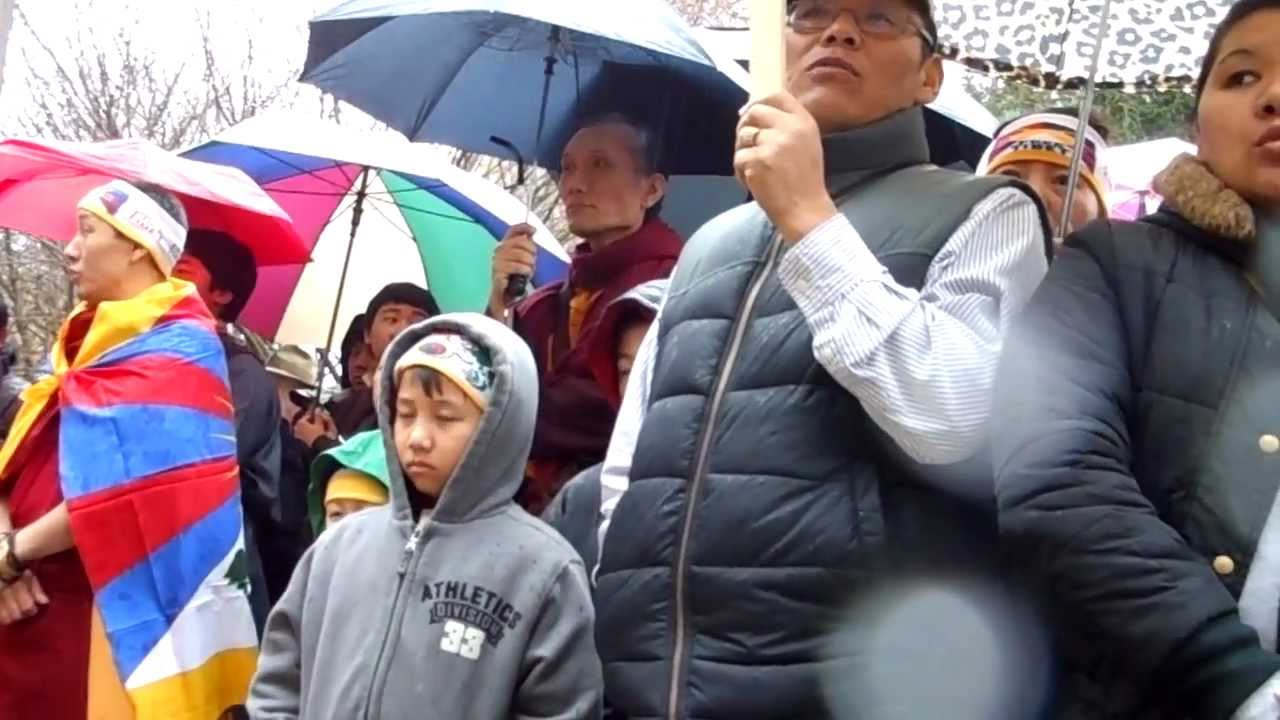
Chant de l'hymne national du Tibet à Portland le 10 mars 2012, avec Yangsi Rinpoché à l'arrière-plan.

Yangsi Rinpoché est né dans une famille tibétaine installée au Népal dont le père, Jampa Trinlé, a été moine au monastère de Séra au Tibet dans la même classe que Lama Yéshé . 
À l'âge de six ans, Lama Yéshé lui annonce qu'il est reconnu par Trijang Rinpoché comme la réincarnation de Guéshé Ngawang Guèndune. Il étudie au monastère de Kopan avant de rejoindre le monastère de Séra Djé en Inde à l'âge de 10 ans où il obtient en 1995 le diplôme de guéshé lharampa. En 1998, il rejoint les États-Unis. 
En 2005, il fonde à Portland l'Institut Maitripa dont il est le directeur. 
Il donne un enseignement chaque année en été à l'Institut Vajra Yogini.
Yangsi Rinpoché a participé a l'exposition photographique dans la ville de Moulins dédiée à l'œuvre de Pierre Sabatier de juin à septembre 2021

## Publications
- Yangtsé Rinpoché, Atteindre l'éveil : la voie progressive qui mène à l'illumination, 2001, Vajra Yogini,  (ISBN 291158242X)
- (en) Yangsi Rinpoche, Miranda Adams, Tsering Tuladhar, avant propos de Geshe Lhundub Sopa, préface de Lama Zopa Rinpoché, Practicing the path: a commentary on the Lamrim Chenmo, Boston : Wisdom Publications, 2003.  (ISBN 9780861717477 et 0861717473)